# 伊号第四十六潜水艦
| 画像をアップロード |                                                                                          |
| 艦歴               |                                                                                          |
| 計画               | 昭和17年度計画（マル急計画）                                                             |
| 起工               | 1942年11月21日                                                                           |
| 進水               | 1943年6月3日                                                                             |
| 就役               | 1944年2月29日                                                                            |
| その後             | 1944年10月28日戦没                                                                       |
| 除籍               | 1945年3月10日                                                                            |
| 性能諸元           |                                                                                          |
| 排水量             | 基準：2,184トン 常備：2,554トン 水中：3,561トン                                          |
| 全長               | 109.3m                                                                                   |
| 全幅               | 9.10m                                                                                    |
| 吃水               | 5.34m                                                                                    |
| 機関               | 艦本式2号10型ディーゼル2基2軸 水上：14,000馬力 水中：2,000馬力                           |
| 速力               | 水上：23.6kt 水中：8.0kt                                                                 |
| 航続距離           | 水上：16ktで14,000海里 水中：3ktで60海里                                                 |
| 燃料               | 重油                                                                                     |
| 乗員               | 95名                                                                                     |
| 兵装               | 40口径14cm単装砲1門 25mm機銃連装1基2挺 53cm魚雷発射管 艦首8門 九五式魚雷20本 22号電探1基 |
| 航空機             | なし                                                                                     |
| 備考               | 安全潜航深度：100m                                                                       |

伊号第四十六潜水艦（いごうだいよんじゅうろくせんすいかん、旧字体：伊號第四十六潜水艦）は、大日本帝国海軍の潜水艦。伊十六型潜水艦（巡潜丙型）の6番艦。

## 艦歴
1941年（昭和16年）の昭和17年度計画（マル急計画）により、佐世保海軍工廠で1942年（昭和17年）11月21日起工、1943年（昭和18年）5月25日に艦艇類別等級別表に加えられ、6月3日進水、1944年（昭和19年）2月29日に竣工した。横須賀鎮守府籍となり、訓練部隊の第六艦隊第11潜水戦隊に編入されて訓練に従事。
4月2日2145、愛媛県水無瀬沖で訓練のため潜航中、同じく潜航していた呂46と衝突し、潜望鏡が損傷してしまったため修理を受ける。
5月7日、不良箇所が発見され修理を受ける。5月30日に第15潜水隊に編入。
10月19日、伊46は呉を出撃し、フィリピンレイテ島東方沖合に進出する。26日、敵輸送船団を発見したとの報告を最後に消息不明。11月19日に帰投予定だったが、帰ってこなかった。
アメリカ側記録によると、10月28日にフィリピン方面で米ジョン・C・バトラー級護衛駆逐艦「リチャード・M・ローウェル」の攻撃を受け戦没。艦長の山口幸三郎少佐以下乗員112名全員戦死。沈没地点はフィリピン東方沖合、北緯09度45分 東経126度45分 / 北緯9.750度 東経126.750度。
同年12月2日喪失認定、1945年（昭和20年）3月10日除籍。

## 歴代艦長
※『艦長たちの軍艦史』419頁による。

### 艤装員長
- 山口幸三郎 少佐：1944年2月1日[5] -

### 艦長
- 山口幸三郎 少佐[6]：1944年2月29日[7] - 10月28日戦死